# Теснолистен живовляк
Теснолистният живовляк (Plantago lanceolata) е многогодишно тревисто растение от семейство Живовлекови.

## Описание
Стъблото на теснолистния живовляк достига височина 7 – 40 cm. Листата са разположени в приосновна розетка. Листата му са по-тесни и по-удължени от тези на широколистния живовляк (Plantago major). Цъфти от май до септември. Обитава тревисти места, често край пътища, по насипи, и други повлияни от човешката дейност места.
Видът е разпространен в Европа и Азия. Интродуциран е и в Северна Америка. В България се среща из цялата страна на надморска височина до 2000 m.
Листата на растението имат противовъзпалително, кръвоспиращо, бактериостатично, секретолитично и отхрачващо действие.